# Davis Cup 2024 – 2. světová skupina
2. světová skupina Davis Cupu 2024 probíhala ve formátu dvanácti mezistátních tenisových zápasů hraných mezi 13.–14., respektive 14.–15. zářím 2024. V rámci Davis Cupu 2024 do ni nastoupilo dvacet čtyři družstev, která vytvořila dvanáct párů. Dvoudenní vzájemná mezistátní utkání se konala ve formátu domácího a hostujícího týmu do tři vítězných bodů (čtyři dvouhry a čtyřhra). Los se uskutečnil 8. února 2024 v Londýně.
Dvanáct vítězů postoupilo do baráže 1. světové skupiny 2025 a na všechny poražené čekala účast v baráži 2. světové skupiny 2025.

## Přehled
2. světové skupiny se zúčastnilo dvacet čtyři týmů:
- 12 poražených týmů z baráže 1. světové skupiny 2024
- 12 vítězných týmů z baráže 2. světové skupiny 2024

| Nasazené týmy 1. Rumunsko (37.) 2. Ekvádor (39.) 3. Uzbekistán (42.) 4. Bulharsko (44.) 5. Pákistán (45.) 6. Lotyšsko (45.) 7. Mexiko (45.) 8. Nový Zéland (45.) 9. Irsko (49.) 10. Libanon (50.) 11. Maroko (51.) 12. Uruguay (52.) | Nenasazené týmy - Barbados (53.) - Jižní Afrika (54.) - Salvador (55.) - Hongkong (56.) - Monako (57.) - Tunisko (58.) - Lucembursko (59.) - Gruzie (60.) - Bolívie (61.) - Čína (62.) - Togo (65.) - Estonsko (66.) |

Žebříček ITF k 5. únoru 2024.
| 2. světová skupina – 13.–14. a 14.–15. září 2024 | 2. světová skupina – 13.–14. a 14.–15. září 2024 | 2. světová skupina – 13.–14. a 14.–15. září 2024 | 2. světová skupina – 13.–14. a 14.–15. září 2024 | 2. světová skupina – 13.–14. a 14.–15. září 2024 | 2. světová skupina – 13.–14. a 14.–15. září 2024 | 2. světová skupina – 13.–14. a 14.–15. září 2024 |
| Domácí                                           | výsledek                                         | hosté                                            | místo konání                                     | areál / hala                                     | povrch                                           |                                                  |
| ------------------------------------------------ | ------------------------------------------------ | ------------------------------------------------ | ------------------------------------------------ | ------------------------------------------------ | ------------------------------------------------ | ------------------------------------------------ |
| Rumunsko [1]                                     | 3–2                                              | Čína                                             | Craiova                                          | Sala Polivalentă                                 | tvrdý (hala)                                     |                                                  |
| Hongkong                                         | 2–3                                              | Ekvádor [2]                                      | Hongkong                                         | Victoria Park Tennis Stadium                     | tvrdý                                            |                                                  |
| Uzbekistán [3]                                   | 3–1                                              | Estonsko                                         | Taškent                                          | Sportovní centrum Sachovat                       | tvrdý                                            |                                                  |
| Bulharsko [4]                                    | 3–2                                              | Salvador                                         | Plovdiv                                          | Tenisový klub Lokomotiv                          | antuka                                           |                                                  |
| Barbados                                         | 3–1                                              | Pákistán [5]                                     | Bridgetown                                       | Národní tenisové centrum                         | tvrdý                                            |                                                  |
| Togo                                             | 4–0                                              | Lotyšsko [6]                                     | Lomé                                             | Stade Omnisport de Lomé                          | tvrdý                                            |                                                  |
| Gruzie                                           | 3–2                                              | Mexiko [7]                                       | Tbilisi                                          | Tenisový komplex Alexe Metreveliho               | tvrdý                                            |                                                  |
| Nový Zéland [8]                                  | 2–3                                              | Lucembursko                                      | Palmerston North                                 | Fly Palmy Arena                                  | tvrdý (hala)                                     |                                                  |
| Tunisko                                          | 3–2                                              | Irsko [9]                                        | Tunis                                            | Tennis Club de l'Avenir Sportif de la Marsa      | antuka                                           |                                                  |
| Libanon [10]                                     | 3–1                                              | Jižní Afrika                                     | Káhira (Egypt)                                   | Sportovní klub Palm Hills                        | antuka                                           |                                                  |
| Maroko [11]                                      | 0–4                                              | Monako                                           | Marrákeš                                         | Royal Tennis Club de Marrakech                   | antuka (hala)                                    |                                                  |
| Bolívie                                          | 1–3                                              | Uruguay [12]                                     | Santa Cruz                                       | Las Palmas Country Club                          | antuka                                           |                                                  |

## Zápasy 2. světové skupiny

### Rumunsko vs. Čína
| | Rumunsko | 3 :                                                           | 2    | Čína |      |  |
| --- | -------- | ------------------------------------------------------------- | ---- | ---- | ---- |  |
| Sala Polivalentă, Craiova, Rumunsko 13.–14. září 2024 tvrdý – Acryflex-T Standart System (hala) |          |                                                               |      |      |      |  |
| \| \| \| \| 1. \| 2. \| 3. \| \| \| -- \| \| ------------------------------------------------------------- \| ---- \| ---- \| ---- \| \| \| 1. \| \| Cezar Crețu Pu Jün-čchao-kche-tche \| 3 6 \| 6 4 \| 7 64 \| \| \| 2. \| \| Gabi Adrian Boitan Čou I \| 7 64 \| 6 2 \| \| \| \| 3. \| \| Victor Vlad Cornea / Bogdan Pavel Sun Fa-ťing / Tche Ž'-ke-le \| 4 6 \| 4 6 \| \| \| \| 4. \| \| Gabi Adrian Boitan Pu Jün-čchao-kche-tche \| 3 6 \| 63 7 \| \| \| \| 5. \| \| Cezar Crețu Tche Ž'-ke-le \| 3 6 \| 6 3 \| 6 3 \| \| \| \| \| \| \| \| \| \| \| \| \| \| \| \| \| \| \| \| \| \| \| \| \| \| \| \| \| \| \| \| \| \| \| \| \| \| \| \| \| \| |          |                                                               |      |      |      |  |
| |          |                                                               | 1.   | 2.   | 3.   |  |
| 1. |          | Cezar Crețu Pu Jün-čchao-kche-tche                            | 3 6  | 6 4  | 7 64 |  |
| 2. |          | Gabi Adrian Boitan Čou I                                      | 7 64 | 6 2  |      |  |
| 3. |          | Victor Vlad Cornea / Bogdan Pavel Sun Fa-ťing / Tche Ž'-ke-le | 4 6  | 4 6  |      |  |
| 4. |          | Gabi Adrian Boitan Pu Jün-čchao-kche-tche                     | 3 6  | 63 7 |      |  |
| 5. |          | Cezar Crețu Tche Ž'-ke-le                                     | 3 6  | 6 3  | 6 3  |  |
| |          |                                                               |      |      |      |  |
| |          |                                                               |      |      |      |  |
| |          |                                                               |      |      |      |  |
| |          |                                                               |      |      |      |  |
| |          |                                                               |      |      |      |  |

### Hongkong vs. Ekvádor
| | Hongkong | 2 :                                                          | 3    | Ekvádor |     |  |
| --- | -------- | ------------------------------------------------------------ | ---- | ------- | --- |  |
| Victoria Park Tennis Stadium, Hongkong 14.–15. září 2024 tvrdý – Acrylic |          |                                                              |      |         |     |  |
| \| \| \| \| 1. \| 2. \| 3. \| \| \| -- \| \| ------------------------------------------------------------ \| ---- \| --- \| --- \| \| \| 1. \| \| Jack Cheng Andrés Andrade \| 1 6 \| 1 6 \| \| \| \| 2. \| \| Coleman Wong Marcos Lee Chan Baratau \| 6 3 \| 3 6 \| 6 1 \| \| \| 3. \| \| Wong Chun-hun / Coleman Wong Gonzalo Escobar / Diego Hidalgo \| 64 7 \| 3 6 \| \| \| \| 4. \| \| Coleman Wong Andrés Andrade \| 6 4 \| 6 2 \| \| \| \| 5. \| \| Ng Ki-lung Gonzalo Escobar \| 1 6 \| 3 6 \| \| \| \| \| \| \| \| \| \| \| \| \| \| \| \| \| \| \| \| \| \| \| \| \| \| \| \| \| \| \| \| \| \| \| \| \| \| \| \| \| \| \| |          |                                                              |      |         |     |  |
| |          |                                                              | 1.   | 2.      | 3.  |  |
| 1. |          | Jack Cheng Andrés Andrade                                    | 1 6  | 1 6     |     |  |
| 2. |          | Coleman Wong Marcos Lee Chan Baratau                         | 6 3  | 3 6     | 6 1 |  |
| 3. |          | Wong Chun-hun / Coleman Wong Gonzalo Escobar / Diego Hidalgo | 64 7 | 3 6     |     |  |
| 4. |          | Coleman Wong Andrés Andrade                                  | 6 4  | 6 2     |     |  |
| 5. |          | Ng Ki-lung Gonzalo Escobar                                   | 1 6  | 3 6     |     |  |
| |          |                                                              |      |         |     |  |
| |          |                                                              |      |         |     |  |
| |          |                                                              |      |         |     |  |
| |          |                                                              |      |         |     |  |
| |          |                                                              |      |         |     |  |

### Uzbekistán vs. Estonsko
| | Uzbekistán | 3 :                                                            | 1    | Estonsko |      |            |
| --- | ---------- | -------------------------------------------------------------- | ---- | -------- | ---- | ---------- |
| Sportovní centrum Sachovat, Taškent, Uzbekistán 13.–14. září 2024 tvrdý – Acrylic |            |                                                                |      |          |      |            |
| \| \| \| \| 1. \| 2. \| 3. \| \| \| -- \| \| -------------------------------------------------------------- \| ---- \| --- \| ---- \| ---------- \| \| 1. \| \| Sergej Fomin Mark Lajal \| 4 6 \| 6 4 \| 6 78 \| \| \| 2. \| \| Chumojun Sultanov Kristjan Tamm \| 7 62 \| 6 4 \| \| \| \| 3. \| \| Sergej Fomin / Chumojun Sultanov Johannes Seeman / Siim Troost \| 6 0 \| 6 4 \| \| \| \| 4. \| \| Chumojun Sultanov Mark Lajal \| 6 4 \| 6 1 \| \| \| \| 5. \| \| Sergej Fomin Kristjan Tamm \| \| \| \| nehrálo se \| \| \| \| \| \| \| \| \| \| \| \| \| \| \| \| \| \| \| \| \| \| \| \| \| \| \| \| \| \| \| \| \| \| \| \| \| \| \| \| \| |            |                                                                |      |          |      |            |
| |            |                                                                | 1.   | 2.       | 3.   |            |
| 1. |            | Sergej Fomin Mark Lajal                                        | 4 6  | 6 4      | 6 78 |            |
| 2. |            | Chumojun Sultanov Kristjan Tamm                                | 7 62 | 6 4      |      |            |
| 3. |            | Sergej Fomin / Chumojun Sultanov Johannes Seeman / Siim Troost | 6 0  | 6 4      |      |            |
| 4. |            | Chumojun Sultanov Mark Lajal                                   | 6 4  | 6 1      |      |            |
| 5. |            | Sergej Fomin Kristjan Tamm                                     |      |          |      | nehrálo se |
| |            |                                                                |      |          |      |            |
| |            |                                                                |      |          |      |            |
| |            |                                                                |      |          |      |            |
| |            |                                                                |      |          |      |            |
| |            |                                                                |      |          |      |            |

### Bulharsko vs. Salvador
| | Bulharsko | 3 :                                                           | 2   | Salvador |       |  |
| --- | --- | ------------------------------------------------------------- | --- | -------- | ----- |  |
| Tenisový klub Lokomotiv, Plovdiv, Bulharsko 14.–15. září 2024 antuka | |                                                               |     |          |       |  |
| \| \| \| \| 1. \| 2. \| 3. \| \| \| ----------- \| --------------------------------------------------------------------------------------------------------------------------------------------------------------------------------------------------------------------------------------------------------------------- \| ------------------------------------------------------------- \| --- \| ---- \| ----- \| \| \| 1. \| \| Pjotr Nestěrov Marcelo Arévalo \| 3 6 \| 3 6 \| \| \| \| 2. \| \| Janaki Milev César Cruz \| 6 3 \| 4 6 \| 6 3 \| \| \| 3. \| \| Alexandr Donski / Pjotr Nestěrov Marcelo Arévalo / César Cruz \| 7 5 \| 64 7 \| 3 6 \| \| \| 4. \| \| Ilijan Radulov Juan Carlos Fuentes Vásquez \| 6 1 \| 6 2 \| \| \| \| 5. \| \| Janaki Milev Marcelo Arévalo \| 2 6 \| 6 1 \| 78 66 \| \| \| \| \| \| \| \| \| \| \| \| \| \| \| \| \| \| \| \| \| \| \| \| \| \| \| Podrobnosti \| \| \| \| \| \| \| \| \| Dohrávka nedělní dvouhry mezi Radulovem a Fuentesem Vásquezem byla za stavu 6–1 a 5–2 pro Radulova přeložena, kvůli vytrvalému dešti v souvislosti s povodněmi, na pondělí 16. září od 12:30 hod. Po vyrovnání Bulharů na 2–2 následovalo páté rozhodující utkání.[7] \| \| \| \| \| \| | |                                                               |     |          |       |  |
| | |                                                               | 1.  | 2.       | 3.    |  |
| 1. | | Pjotr Nestěrov Marcelo Arévalo                                | 3 6 | 3 6      |       |  |
| 2. | | Janaki Milev César Cruz                                       | 6 3 | 4 6      | 6 3   |  |
| 3. | | Alexandr Donski / Pjotr Nestěrov Marcelo Arévalo / César Cruz | 7 5 | 64 7     | 3 6   |  |
| 4. | | Ilijan Radulov Juan Carlos Fuentes Vásquez                    | 6 1 | 6 2      |       |  |
| 5. | | Janaki Milev Marcelo Arévalo                                  | 2 6 | 6 1      | 78 66 |  |
| | |                                                               |     |          |       |  |
| | |                                                               |     |          |       |  |
| | |                                                               |     |          |       |  |
| Podrobnosti | |                                                               |     |          |       |  |
| | Dohrávka nedělní dvouhry mezi Radulovem a Fuentesem Vásquezem byla za stavu 6–1 a 5–2 pro Radulova přeložena, kvůli vytrvalému dešti v souvislosti s povodněmi, na pondělí 16. září od 12:30 hod. Po vyrovnání Bulharů na 2–2 následovalo páté rozhodující utkání. |                                                               |     |          |       |  |

### Barbados vs. Pákistán
| | Barbados | 3 :                                                | 1    | Pákistán |     |            |
| --- | -------- | -------------------------------------------------- | ---- | -------- | --- | ---------- |
| Národní tenisové centrum, Bridgetown, Barbados 14.–15. září 2024 tvrdý – Acrylic |          |                                                    |      |          |     |            |
| \| \| \| \| 1. \| 2. \| 3. \| \| \| -- \| \| -------------------------------------------------- \| ---- \| ---- \| --- \| ---------- \| \| 1. \| \| Darian King Muhammad Šoaib \| 6 3 \| 6 0 \| \| \| \| 2. \| \| Kaipo Marshall Akil Chán \| 6 3 \| 1 6 \| 4 6 \| \| \| 3. \| \| Darian King / Haydn Lewis Akil Chán / Ajsám Kúreší \| 7 63 \| 61 7 \| 6 2 \| \| \| 4. \| \| Darian King Jusaf Chalíl \| 6 3 \| 6 0 \| \| \| \| 5. \| \| Kaipo Marshall Muhammad Šoaib \| \| \| \| nehrálo se \| \| \| \| \| \| \| \| \| \| \| \| \| \| \| \| \| \| \| \| \| \| \| \| \| \| \| \| \| \| \| \| \| \| \| \| \| \| \| \| \| |          |                                                    |      |          |     |            |
| |          |                                                    | 1.   | 2.       | 3.  |            |
| 1. |          | Darian King Muhammad Šoaib                         | 6 3  | 6 0      |     |            |
| 2. |          | Kaipo Marshall Akil Chán                           | 6 3  | 1 6      | 4 6 |            |
| 3. |          | Darian King / Haydn Lewis Akil Chán / Ajsám Kúreší | 7 63 | 61 7     | 6 2 |            |
| 4. |          | Darian King Jusaf Chalíl                           | 6 3  | 6 0      |     |            |
| 5. |          | Kaipo Marshall Muhammad Šoaib                      |      |          |     | nehrálo se |
| |          |                                                    |      |          |     |            |
| |          |                                                    |      |          |     |            |
| |          |                                                    |      |          |     |            |
| |          |                                                    |      |          |     |            |
| |          |                                                    |      |          |     |            |

### Togo vs. Lotyšsko
| | Togo | 4 :                                                              | 0    | Lotyšsko |    |            |
| --- | ---- | ---------------------------------------------------------------- | ---- | -------- | -- | ---------- |
| Stade Omnisport de Lomé, Lomé, Togo 14.–15. září 2024 tvrdý – Acrylic |      |                                                                  |      |          |    |            |
| \| \| \| \| 1. \| 2. \| 3. \| \| \| -- \| \| ---------------------------------------------------------------- \| ---- \| --- \| -- \| ---------- \| \| 1. \| \| Thomas Setodji Dāvis Rolis \| 6 4 \| 6 4 \| \| \| \| 2. \| \| Liova Ajavon Daniels Tens \| 7 5 \| 6 3 \| \| \| \| 3. \| \| Hod'Abalo Isak Padio / Thomas Setodji Dāvis Rolis / Daniels Tens \| 7 65 \| 6 1 \| \| \| \| 4. \| \| Thomas Setodji Daniels Tens \| 7 65 \| 6 4 \| \| \| \| 5. \| \| Liova Ajavon Dāvis Rolis \| \| \| \| nehrálo se \| \| \| \| \| \| \| \| \| \| \| \| \| \| \| \| \| \| \| \| \| \| \| \| \| \| \| \| \| \| \| \| \| \| \| \| \| \| \| \| \| |      |                                                                  |      |          |    |            |
| |      |                                                                  | 1.   | 2.       | 3. |            |
| 1. |      | Thomas Setodji Dāvis Rolis                                       | 6 4  | 6 4      |    |            |
| 2. |      | Liova Ajavon Daniels Tens                                        | 7 5  | 6 3      |    |            |
| 3. |      | Hod'Abalo Isak Padio / Thomas Setodji Dāvis Rolis / Daniels Tens | 7 65 | 6 1      |    |            |
| 4. |      | Thomas Setodji Daniels Tens                                      | 7 65 | 6 4      |    |            |
| 5. |      | Liova Ajavon Dāvis Rolis                                         |      |          |    | nehrálo se |
| |      |                                                                  |      |          |    |            |
| |      |                                                                  |      |          |    |            |
| |      |                                                                  |      |          |    |            |
| |      |                                                                  |      |          |    |            |
| |      |                                                                  |      |          |    |            |

### Gruzie vs. Mexiko
| | Gruzie | 3 :                                                                                   | 2    | Mexiko |     |       |
| --- | ------ | ------------------------------------------------------------------------------------- | ---- | ------ | --- | ----- |
| Tenisový komplex Alexe Metreveliho, Tbilisi, Gruzie 14.–15. září 2024 tvrdý – Acrylic |        |                                                                                       |      |        |     |       |
| \| \| \| \| 1. \| 2. \| 3. \| \| \| -- \| \| ------------------------------------------------------------------------------------- \| ---- \| ---- \| --- \| ----- \| \| 1. \| \| Saba Purceladze Alan Fernando Rubio Fierros \| 63 7 \| 4 6 \| \| \| \| 2. \| \| Aleksandre Bakši Rodrigo Pacheco Méndez \| 7 62 \| 7 65 \| \| \| \| 3. \| \| Aleksandre Bakši / Zura Tkemaladze Rodrigo Pacheco Méndez / Miguel Ángel Reyes-Varela \| 6 2 \| 1 6 \| 6 3 \| \| \| 4. \| \| Saba Purceladze Rodrigo Pacheco Méndez \| 2 6 \| 1 2 \| \| skreč \| \| 5. \| \| Aleksandre Bakši Alan Fernando Rubio Fierros \| 6 3 \| 7 65 \| \| \| \| \| \| \| \| \| \| \| \| \| \| \| \| \| \| \| \| \| \| \| \| \| \| \| \| \| \| \| \| \| \| \| \| \| \| \| \| \| \| \| |        |                                                                                       |      |        |     |       |
| |        |                                                                                       | 1.   | 2.     | 3.  |       |
| 1. |        | Saba Purceladze Alan Fernando Rubio Fierros                                           | 63 7 | 4 6    |     |       |
| 2. |        | Aleksandre Bakši Rodrigo Pacheco Méndez                                               | 7 62 | 7 65   |     |       |
| 3. |        | Aleksandre Bakši / Zura Tkemaladze Rodrigo Pacheco Méndez / Miguel Ángel Reyes-Varela | 6 2  | 1 6    | 6 3 |       |
| 4. |        | Saba Purceladze Rodrigo Pacheco Méndez                                                | 2 6  | 1 2    |     | skreč |
| 5. |        | Aleksandre Bakši Alan Fernando Rubio Fierros                                          | 6 3  | 7 65   |     |       |
| |        |                                                                                       |      |        |     |       |
| |        |                                                                                       |      |        |     |       |
| |        |                                                                                       |      |        |     |       |
| |        |                                                                                       |      |        |     |       |
| |        |                                                                                       |      |        |     |       |

### Nový Zéland vs. Lucembursko
| | Nový Zéland | 2 :                                                     | 3   | Lucembursko |     |  |
| --- | ----------- | ------------------------------------------------------- | --- | ----------- | --- |  |
| Fly Palmy Arena, Palmerston North, Nový Zéland 14.–15. září 2024 tvrdý – Rebound Ace Synpave (hala) |             |                                                         |     |             |     |  |
| \| \| \| \| 1. \| 2. \| 3. \| \| \| -- \| \| ------------------------------------------------------- \| --- \| ------ \| --- \| \| \| 1. \| \| Kiranpal Pannu Alex Knaff \| 1 6 \| 710 68 \| 5 7 \| \| \| 2. \| \| Ajeet Rai Chris Rodesch \| 2 6 \| 4 6 \| \| \| \| 3. \| \| Ajeet Rai / Finn Reynolds Raphael Calzi / Gilles Kremer \| 6 3 \| 6 2 \| \| \| \| 4. \| \| Jack Loutit Chris Rodesch \| 7 5 \| 6 4 \| \| \| \| 5. \| \| Rubin Statham Alex Knaff \| 3 6 \| 2 6 \| \| \| \| \| \| \| \| \| \| \| \| \| \| \| \| \| \| \| \| \| \| \| \| \| \| \| \| \| \| \| \| \| \| \| \| \| \| \| \| \| \| \| |             |                                                         |     |             |     |  |
| |             |                                                         | 1.  | 2.          | 3.  |  |
| 1. |             | Kiranpal Pannu Alex Knaff                               | 1 6 | 710 68      | 5 7 |  |
| 2. |             | Ajeet Rai Chris Rodesch                                 | 2 6 | 4 6         |     |  |
| 3. |             | Ajeet Rai / Finn Reynolds Raphael Calzi / Gilles Kremer | 6 3 | 6 2         |     |  |
| 4. |             | Jack Loutit Chris Rodesch                               | 7 5 | 6 4         |     |  |
| 5. |             | Rubin Statham Alex Knaff                                | 3 6 | 2 6         |     |  |
| |             |                                                         |     |             |     |  |
| |             |                                                         |     |             |     |  |
| |             |                                                         |     |             |     |  |
| |             |                                                         |     |             |     |  |
| |             |                                                         |     |             |     |  |

### Tunisko vs. Irsko
| | Tunisko | 3 :                                                        | 2    | Irsko |    |  |
| --- | ------- | ---------------------------------------------------------- | ---- | ----- | -- |  |
| Tennis Club de l'Avenir Sportif de la Marsa, Tunis, Tunisko 13.–14. září 2024 antuka |         |                                                            |      |       |    |  |
| \| \| \| \| 1. \| 2. \| 3. \| \| \| -- \| \| ---------------------------------------------------------- \| ---- \| --- \| -- \| \| \| 1. \| \| Skander Mansouri Michael Agwi \| 65 7 \| 3 6 \| \| \| \| 2. \| \| Aziz Dougaz Conor Gannon \| 6 3 \| 6 1 \| \| \| \| 3. \| \| Skander Mansouri / Aziz Ouakaa Michael Agwi / Conor Gannon \| 7 64 \| 6 3 \| \| \| \| 4. \| \| Aziz Dougaz Michael Agwi \| 3 6 \| 4 6 \| \| \| \| 5. \| \| Skander Mansouri Conor Gannon \| 6 3 \| 6 1 \| \| \| \| \| \| \| \| \| \| \| \| \| \| \| \| \| \| \| \| \| \| \| \| \| \| \| \| \| \| \| \| \| \| \| \| \| \| \| \| \| \| \| |         |                                                            |      |       |    |  |
| |         |                                                            | 1.   | 2.    | 3. |  |
| 1. |         | Skander Mansouri Michael Agwi                              | 65 7 | 3 6   |    |  |
| 2. |         | Aziz Dougaz Conor Gannon                                   | 6 3  | 6 1   |    |  |
| 3. |         | Skander Mansouri / Aziz Ouakaa Michael Agwi / Conor Gannon | 7 64 | 6 3   |    |  |
| 4. |         | Aziz Dougaz Michael Agwi                                   | 3 6  | 4 6   |    |  |
| 5. |         | Skander Mansouri Conor Gannon                              | 6 3  | 6 1   |    |  |
| |         |                                                            |      |       |    |  |
| |         |                                                            |      |       |    |  |
| |         |                                                            |      |       |    |  |
| |         |                                                            |      |       |    |  |
| |         |                                                            |      |       |    |  |

### Libanon vs. Jižní Afrika
| | Libanon | 3 :                                                        | 1    | Jižní Afrika |      |            |
| --- | ------- | ---------------------------------------------------------- | ---- | ------------ | ---- | ---------- |
| Sportovní klub Palm Hills, Káhira, Egypt 14.–15. září 2024 antuka (hala) |         |                                                            |      |              |      |            |
| \| \| \| \| 1. \| 2. \| 3. \| \| \| -- \| \| ---------------------------------------------------------- \| ---- \| --- \| ---- \| ---------- \| \| 1. \| \| Benjamin Hassan Alec Beckley \| 6 4 \| 6 2 \| \| \| \| 2. \| \| Hady Habib Philip Henning \| 6 4 \| 3 6 \| 7 63 \| \| \| 3. \| \| Hady Habib / Benjamin Hassan Alec Beckley / Philip Henning \| 65 7 \| 3 6 \| \| \| \| 4. \| \| Benjamin Hassan Philip Henning \| 6 2 \| 6 3 \| \| \| \| 5. \| \| Hady Habib Alec Beckley \| \| \| \| nehrálo se \| \| \| \| \| \| \| \| \| \| \| \| \| \| \| \| \| \| \| \| \| \| \| \| \| \| \| \| \| \| \| \| \| \| \| \| \| \| \| \| \| |         |                                                            |      |              |      |            |
| |         |                                                            | 1.   | 2.           | 3.   |            |
| 1. |         | Benjamin Hassan Alec Beckley                               | 6 4  | 6 2          |      |            |
| 2. |         | Hady Habib Philip Henning                                  | 6 4  | 3 6          | 7 63 |            |
| 3. |         | Hady Habib / Benjamin Hassan Alec Beckley / Philip Henning | 65 7 | 3 6          |      |            |
| 4. |         | Benjamin Hassan Philip Henning                             | 6 2  | 6 3          |      |            |
| 5. |         | Hady Habib Alec Beckley                                    |      |              |      | nehrálo se |
| |         |                                                            |      |              |      |            |
| |         |                                                            |      |              |      |            |
| |         |                                                            |      |              |      |            |
| |         |                                                            |      |              |      |            |
| |         |                                                            |      |              |      |            |

### Maroko vs. Monako
| | Maroko | 0 :                                                                   | 4   | Monako |     |            |
| --- | ------ | --------------------------------------------------------------------- | --- | ------ | --- | ---------- |
| Royal Tennis Club de Marrakech, Marrákeš, Maroko 14.–15. září 2024 antuka (hala) |        |                                                                       |     |        |     |            |
| \| \| \| \| 1. \| 2. \| 3. \| \| \| -- \| \| --------------------------------------------------------------------- \| --- \| ---- \| --- \| ---------- \| \| 1. \| \| Yassine Dlimi Hugo Nys \| 2 6 \| 64 7 \| \| \| \| 2. \| \| Elliot Benchetrit Romain Arneodo \| 6 4 \| 5 7 \| 3 6 \| \| \| 3. \| \| Elliot Benchetrit / Younes Lalami Laaroussi Romain Arneodo / Hugo Nys \| 2 6 \| 5 7 \| \| \| \| 4. \| \| Younes Lalami Laaroussi Benjamin Balleret \| 3 6 \| 3 6 \| \| \| \| 5. \| \| Yassine Dlimi Romain Arneodo \| \| \| \| nehrálo se \| \| \| \| \| \| \| \| \| \| \| \| \| \| \| \| \| \| \| \| \| \| \| \| \| \| \| \| \| \| \| \| \| \| \| \| \| \| \| \| \| |        |                                                                       |     |        |     |            |
| |        |                                                                       | 1.  | 2.     | 3.  |            |
| 1. |        | Yassine Dlimi Hugo Nys                                                | 2 6 | 64 7   |     |            |
| 2. |        | Elliot Benchetrit Romain Arneodo                                      | 6 4 | 5 7    | 3 6 |            |
| 3. |        | Elliot Benchetrit / Younes Lalami Laaroussi Romain Arneodo / Hugo Nys | 2 6 | 5 7    |     |            |
| 4. |        | Younes Lalami Laaroussi Benjamin Balleret                             | 3 6 | 3 6    |     |            |
| 5. |        | Yassine Dlimi Romain Arneodo                                          |     |        |     | nehrálo se |
| |        |                                                                       |     |        |     |            |
| |        |                                                                       |     |        |     |            |
| |        |                                                                       |     |        |     |            |
| |        |                                                                       |     |        |     |            |
| |        |                                                                       |     |        |     |            |

### Bolívie vs. Uruguay
| | Bolívie | 1 :                                                         | 3   | Uruguay |     |            |
| --- | ------- | ----------------------------------------------------------- | --- | ------- | --- | ---------- |
| Las Palmas Country Club, Santa Cruz, Bolívie 13.–14. září 2024 antuka |         |                                                             |     |         |     |            |
| \| \| \| \| 1. \| 2. \| 3. \| \| \| -- \| \| ----------------------------------------------------------- \| --- \| --- \| --- \| ---------- \| \| 1. \| \| Hugo Dellien Joaquin Aguilar Cardozo \| 6 2 \| 6 3 \| \| \| \| 2. \| \| Murkel Dellien Franco Roncadelli \| 2 6 \| 2 6 \| \| \| \| 3. \| \| Boris Arias / Federico Zeballos Ariel Behar / Ignacio Carou \| 3 6 \| 6 1 \| 3 6 \| \| \| 4. \| \| Hugo Dellien Franco Roncadelli \| 6 2 \| 3 6 \| 2 6 \| \| \| 5. \| \| Murkel Dellien Joaquin Aguilar Cardozo \| \| \| \| nehrálo se \| \| \| \| \| \| \| \| \| \| \| \| \| \| \| \| \| \| \| \| \| \| \| \| \| \| \| \| \| \| \| \| \| \| \| \| \| \| \| \| \| |         |                                                             |     |         |     |            |
| |         |                                                             | 1.  | 2.      | 3.  |            |
| 1. |         | Hugo Dellien Joaquin Aguilar Cardozo                        | 6 2 | 6 3     |     |            |
| 2. |         | Murkel Dellien Franco Roncadelli                            | 2 6 | 2 6     |     |            |
| 3. |         | Boris Arias / Federico Zeballos Ariel Behar / Ignacio Carou | 3 6 | 6 1     | 3 6 |            |
| 4. |         | Hugo Dellien Franco Roncadelli                              | 6 2 | 3 6     | 2 6 |            |
| 5. |         | Murkel Dellien Joaquin Aguilar Cardozo                      |     |         |     | nehrálo se |
| |         |                                                             |     |         |     |            |
| |         |                                                             |     |         |     |            |
| |         |                                                             |     |         |     |            |
| |         |                                                             |     |         |     |            |
| |         |                                                             |     |         |     |            |